# HIT ON
「HIT ON」（ヒット・オン）は、小柳ゆきの11枚目のシングル。2002年2月14日発売。発売元はワーナーミュージック・ジャパン。

## 解説
前作「remain〜心の鍵」より約三ヶ月ぶりとなる。
「HIT ON」はグリコ『アーモンド・チョコレート』イメージ・ソングとして起用されている。

## 収録曲
1. HIT ON
作詞：小柳ゆき/作曲：松原憲
2. Baby Love
作詞：小柳ゆき/作曲：松原憲
3. Inspire
作詞：小林和子/作曲：日比野元気
4. HIT ON (Instrumental)

## 収録アルバム
HIT ON
- 『buddy』
- 『MY ALL <YUKI KOYANAGI SINGLES 1999-2003>』
- 『THE BEST OF YUKI KOYANAGI ETERNITY 〜15th Anniversary〜』